# Consoante bilabial
Consoantes bilabiais são uma classe de sons provocados pelo encontro do lábio superior com o inferior, como b, p e m (por exemplo, nas palavras em português baralho, país e manta).
São muito comuns, aparecendo, segundo uma pesquisa do The World Atlas of Language Structures Online, em 563 das 567 línguas analisadas.
Os cliques bilabiais são, paralinguisticamente, utilizados como o som do beijo em diversas línguas. Também são integrados a uma saudação na língua hadza da Tanzânia e como alofones de oclusivas labiovelares em algumas línguas da África Ocidental.

## Variedades
As consoantes bilabiais reconhecidas pelo Alfabeto Fonético Internacional (AFI) são:
| IPA      | Descrição                         | Exemplo         | Exemplo          | Exemplo   | Exemplo            |
| IPA      | Descrição                         | Idioma          | Ortografia       | IPA       | Significado        |
| -------- | --------------------------------- | --------------- | ---------------- | --------- | ------------------ |
|          | Nasal bilabial sonora             | Português       | homem            | ['ɔ.men]  | homem              |
| m̥        | Nasal bilabial surda              | Hmong           | Hmoob            | [m̥ɔ̃́]      | Hmong              |
|          | Oclusiva bilabial surda           | Português       | pato             | ['pa.tʊ]  | pato               |
|          | Oclusiva bilabial sonora          | Português       | bata             | ['ba.tɐ]  | bata               |
|          | Fricativa bilabial surda          | Japonês         | 富士山 (fujisan) | [ɸuʑisaɴ] | Monte Fuji         |
|          | Fricativa bilabial sonora         | Ewe             | ɛʋɛ              | [ɛ̀βɛ̀]     | Ewe                |
|          | Aproximante bilabial              | Espanhol        | lobo             | [loβ̞o]    | lobo               |
|          | Vibrante múltipla bilabial sonora | Nias            | simbi            | [siʙi]    | mandíbula inferior |
| ʙ̥        | Vibrante múltipla bilabial surda  | Sercquiais      | fritt            | [ʙ̥rɪt]    | colheita/safra     |
|          | Ejetiva bilabial                  | Adyghe          | пӀэ              | [pʼa]     | carne              |
| ɓ        | Implosiva bilabial sonora         | Patoá jamaicano | beat             | [ɓiːt]    | bater              |
| ɓ̥        | Implosiva bilabial surda          | Sererê          | a ɓ̥ira           | [a ɓ̥ira]  | ordenham           |
| k͡ʘ ɡ͡ʘ ŋ͡ʘ | Clique bilabial (Vários tipos)    | Nǁng            | ʘoe              | [k͡ʘoe]    | carne              |